# 菲利普·施泰因哈特
菲利普·施泰因哈特（德語：Phillipp Steinhart，1992年7月7日—）是一位德国足球运动员，自2014-15赛季起效力于拜仁慕尼黑，并代表该俱乐部二队参加巴伐利亚地区联赛。

## 足球生涯

### 青年时期
施泰因哈特最初是在格恩林登（TSV Gernlinden）开始自己的足球生涯，随后又转投加盟菲尔斯滕费尔德布鲁克（SC Fürstenfeldbruck）。通过在当地参加U-12梯队的比赛，他成功通过了慕尼黑1860的试训，并自2004年开始为这支“慕尼黑雄狮”效力。同城死敌拜仁慕尼黑在当时也对施泰因哈特提出邀约，但他认为“绿森林大街的感觉更舒服”。从U-13梯队起，他经历了慕尼黑1860的各级青训营。至2008年5月29日，施泰因哈特首次入选德国足协代表队。他参加了德国U-16国家队对阵法国的比赛。9月23日和10月14日，他又代表德国U-17国家队参赛。
2009年夏天，施泰因哈特被提拔至雄狮的U-19梯队参加19岁以下德国足球甲级联赛。在2009-10赛季，他共获得25次出场机会，并有1球入账。在2010年夏天，他在友谊赛中首次代表一线队登场；至2011年春天又再获得两次出场机会。在2010-11赛季，施泰因哈特又代表1860的U-19梯队上阵21场，并射入2球。在19岁以下德国足球锦标赛的两场半决赛中，由于其在积分榜仅名列第二而不得不面对凯泽斯劳滕，最终他们以失败告终。

### 职业生涯的开端
在备战2011-12赛季期间，施泰因哈特连同U-19梯队的其他七位年青球员被主教练莱纳·毛雷尔提拔至一线队。他代表一线队参加了赛季开始前的四场热身赛，以及随后在秋季的两场测试赛。然而在德乙联赛，他最初未能入围。8月，他与俱乐部另一位队友一同入选了德国U-20国家队的集训。在俱乐部层面，他开始成为U-23梯队参加南部地区联赛的主力成员，至冬歇期共录得19次出场。在备战下半赛季期间，施泰因哈特又代表一线队参加了三场热身赛。在2012年2月24日，他终于首次被慕尼黑雄狮征召参加德乙联赛。但在柏林的这场比赛没有获得出场机会。一个月后，在德累斯顿的比赛中，施泰因哈特第二次入选18人大名单，但依然未获登场。直至3月31日，他才完成职业联赛首秀，在1860对阵汉莎罗斯托克的比赛（0比1）中替补亮相。在4月，施泰因哈特与雄狮签订了一份期至2014年的职业合同，并外加一年的选择权。
在随后的一个赛季，施泰因哈特再无入选德乙联赛的任何18人名单。而对于二队，该季开始作为U-21梯队征战巴伐利亚地区联赛，他在该季共上阵34次。在二队赢得新赛事的冠军头衔后，他也参加了对阵埃尔费斯贝格的升级附加赛，经过主、客场淘汰赛后，1860二队以总比分3比4落败，从而无缘德丙。
2014-15赛季，施泰因哈特转会至同城死敌拜仁慕尼黑，并在2014年7月11日（第一轮）主场以1比2不敌维尔茨堡踢球者的比赛中首次代表拜仁二队亮相。在2015年8月29日，他又在一线队主场对阵勒沃库森的德甲比赛中入选18人大名单，但并未获得出场机会。